# Estación Quillagua
Quillagua fue una estación de ferrocarril que se hallaba en la localidad homónima, en la Región de Antofagasta de Chile. Fue parte del Longitudinal Norte y actualmente se encuentra inactiva.

## Historia
La estación fue construida como parte del ferrocarril Longitudinal Norte, el cual inició sus obras en 1911 y fue entregado para su operación en el tramo Pintados-Baquedano en junio de 1913; en 1912 la estación Quillagua ya estaba construida junto con la de Santa Fe. Según Santiago Marín Vicuña, la estación se encontraba ubicada a una altitud de 802 m s. n. m. A 1 kilómetro al sur de la estación se encuentra el puente La Máquina, que cruza el río Loa.
El conjunto de edificios de la estación estaba construido en pino oregón y planchas de cinc, y contenía áreas de administración, oficinas, boleterías, andenes de pasajeros de 40 metros de largo, pulpería, viviendas para el jefe de estación y trabajadores, áreas de mantención, triángulos de inversión y copas de agua. También poseía un sistema de purificación del agua —denominado Desrumeaux— para las locomotoras, extraída desde el río Loa.
La estación aparece consignada en publicaciones turísticas de 1949, así como también en mapas de 1962. Hacia los años 1960 la detención de los trenes en la estación era de aproximadamente 19 minutos.
La estación dejó de prestar servicios cuando finalizó el transporte de pasajeros en la antigua Red Norte de la Empresa de los Ferrocarriles del Estado en junio de 1975. Las vías del Longitudinal Norte fueron traspasadas a Ferronor y privatizadas, mientras que la estación fue abandonada.